# Associação de Jovens da Fonte do Bastardo
L'Associação de Jovens da Fonte do Bastardo è una società pallavolistica maschile portoghese con sede a Praia da Vitória: milita nel campionato di Primeira Divisão.

## Storia
L'Associação de Jovens da Fonte do Bastardo nasce il 21 ottobre 1975 come associazione sportiva, affiancando alla pratica della pallavolo anche quella del calcio a 5. Dopo diversi anni nelle divisioni inferiori, con la conquista di alcuni trofei a carattere regionale e dilettantistico, la squadra raggiunge la Primeira Divisão nell'annata 2005-06, concludendola al quinto posto; nello stesso periodo viene completato il Pavilhão Municipal Vitalino Fagundes, palazzetto dello sport dove vengono disputati gli incontri casalinghi.
In pochi anni i risultati migliorano costantemente: dopo il terzo posto del stagione 2007-08 arriva il primo trofeo nazionale, la vittoria del campionato 2010-11; grazie questo successo il club esordisce nelle competizioni europee, qualificandosi per la Challenge Cup e arrivando fino ai sedicesimi di finale. Dopo due anni al palmarès si aggiunge anche la Coppa di Portogallo, mentre nel 2022 conquista per la prima volta la Supercoppa nazionale.

## Rosa 2014-2015
| N° | Nome            | Ruolo | Data di nascita  | Nazionalità sportiva |
| -- | --------------- | ----- | ---------------- | -------------------- |
| 2  | Bruno Gonçalves | P     | 18 aprile 1983   | Portogallo           |
| 4  | Alexandre Terra | L     | 4 febbraio 1995  | Portogallo           |
| 5  | Ivan Kolev      | S     | 2 gennaio 1987   | Bulgaria             |
| 6  | Miguel Meneses  | S     | 20 novembre 1987 | Portogallo           |
| 7  | Tiago Violas    | P     | 27 marzo 1989    | Portogallo           |
| 8  | João Fidalgo    | L     | 2 novembre 1986  | Portogallo           |
| 9  | João Simões     | S     | 11 giugno 1986   | Portogallo           |
| 10 | Manuel Parres   | C     | 29 marzo 1984    | Spagna               |
| 11 | Lucas Gregoret  | S/O   | 6 ottobre 1981   | Argentina            |
| 12 | João José       | C     | 7 giugno 1978    | Portogallo           |
| 13 | Caíque Silva    | S     | 9 agosto 1985    | Brasile              |
| 14 | Diogo Morais    | S     | 1997             | Portogallo           |
| 18 | Gilson França   | C     | 13 dicembre 1981 | Brasile              |

## Palmarès
- Campionato portoghese: 1

2010-11
- Coppa di Portogallo: 1

2012-13
- Supercoppa portoghese: 1

2022